# Nouhou Bako
Nouhou Bako (* 1944 in Matankari) ist ein nigrischer Offizier.

## Leben
Nouhou Bako wurde nach dem Besuch der Grund- und Mittelschule 1964 Mitglied der nigrischen Streitkräfte. Er war zunächst unter anderem in der 2. motorisierten Sahara-Kompanie in Agadez eingesetzt. 1974, als er den Dienstgrad eines Leutnants innehatte, wurde er Aide-de-camp von Staatspräsident Hamani Diori, der wenige Monate später durch einen Militärputsch unter der Führung von Seyni Kountché abgesetzt wurde.
Bako wurde noch im selben Jahr Kommandant des Ausbildungszentrums der Streitkräfte, später Kommandant der Fallschirmjäger, des 2. motorisierten Sahara-Kompanie und – im Jahr 1983 – der Verteidigungszone Nr. 2 im Norden des Landes. Von 1987 bis 1991 arbeitete er als Präfekt in verschiedenen Departements: so 1987 zunächst für einige Wochen im Departement Niamey, anschließend von 1987 bis 1989 im Departement Diffa, dann von 1989 bis 1990 im Departement Zinder und schließlich von 1990 bis 1991 im Departement Tillabéri. Er nahm im Mai 1989 am Gründungskongress der Nationalen Bewegung der Entwicklungsgesellschaft, der damaligen Einheitspartei, teil. Nach seiner Tätigkeit als Präfekt war er militärischer Berater des Präfekten des Departements Dosso und des Präsidenten des Gemeindeverbunds Niamey. 1995 wurde Bako Generalinspektor der Streitkräfte und zum Oberst befördert.
Durch einen Militärputsch unter der Führung von Ibrahim Baré Maïnassara im Januar 1996 übernahm der Rat des nationalen Wohls die Macht im Staat, eine zwölfköpfige Militärjunta, der auch Nouhou Bako angehörte. In der Republikanischen Garde, die 1997 in die Nationalen Interventions- und Sicherheitskräfte umgewandelt wurde, übernahm Bako von 1996 bis 1999 das Oberkommando. Der Rat des nationalen Wohls wurde bereits Ende 1996 aufgelöst, doch Ibrahim Baré Maïnassara blieb durch die manipulierten Präsidentschaftswahlen von 1996 Staatschef. Baré Maïnassara hatte nicht nur in weiten Teilen der nigrischen Parteienlandschaft keinen Rückhalt, er war auch in den Reihen der Streitkräfte umstritten. Tatsächlich war Nouhou Bako einer der wenigen militärischen Führer, die ihm bedingungslos loyal ergeben waren.
Ibrahim Baré Maïnassara kam 1999 bei einem weiteren Militärputsch ums Leben. Nouhou Bako ging im selben Jahr in den Ruhestand. Er unterstützte später das Bündnis für Demokratie und Fortschritt, jene Partei, die das Erbe Baré Maïnassaras zu wahren suchte.

## Ehrungen
- Großkreuz des Nationalordens Nigers
- Ritterkreuz der Ehrenlegion
- Bundesverdienstkreuz 1. Klasse[1]